# دلتای رود کلرادو
دلتای رود کلرادو (به اسپانیایی: Delta del río Colorado) یک دلتا (جغرافیا) و منطقه حفاظت‌شده در مکزیک است که در باخا کالیفرنیا واقع شده‌است.